# Chalgrave
Chalgrave – wieś w Anglii, w hrabstwie ceremonialnym Bedfordshire, w dystrykcie (unitary authority) Central Bedfordshire. Leży 24 km na południe od centrum miasta Bedford i 55 km na północny zachód od centrum Londynu.